# Dicionário de Mulheres Artistas
O Dicionário de Mulheres Artistas (em inglês:  Dictionary of Women Artists) é um dicionário de dois volumes que apresenta seiscentas mulheres artistas nascidas antes de 1945, remontando à Idade Média. Foi editado por Delia Gaze com vinte e três conselheiros e mais de cem colaboradores. Gaze é escritora do Dictionary of National Biography da Oxford University Press  e escreveu várias biografias que foram lançadas na edição de 2004 do ODNB.
O livro é amplamente citado como referência para artistas mulheres ocidentais e contém um aviso de que é tendencioso para artistas ocidentais devido às restrições impostas à seleção. O livro inclui uma lista das artistas em ordem alfabética, cronológica, e uma bibliografia de fontes. Precedendo as biografias, há uma série de "pesquisas introdutórias", produto de uma noção um tanto datada nos estudos de gênero de que as mulheres podem ser agrupadas em categorias. Há muitas artistas mulheres mencionadas nas pesquisas cujas biografias não foram incluídas, pois não havia material suficiente para atender aos critérios de inclusão. O trabalho foi concebido como uma continuação de um trabalho de referência anterior, de Chris Petteys, que incluía vinte e uma mil mulheres pintoras, escultoras e ilustradoras: o Dicionário de Mulheres Artistas: Um Dicionário Internacional de Mulheres Artistas Nascidas Antes de 1900 (em inglês: Dictionary of Women Artists: An International Dictionary of Women Artists Born Before 1900), publicado em 1985. O problema com esse trabalho é que as mulheres mais bem documentadas foram incluídas com milhares de referências curtas.
Em 2001, Gaze produziu uma nova edição, mais concisa, com uma seleção menor e em um único volume.